# Vingativa
La Vingativa (vindicative / rancunière / vengeuse, en portugais) est un mouvement déséquilibrant de capoeira, un peu comparable au "sukui nage" du ju-jitsu.
Cette technique consiste à faucher son adversaire en se plaçant en cadeira derrière lui, un bras devant son buste et l'autre sur sa cuisse, pour le faire tomber par-dessus la jambe.
C'est un mouvement très utilisé pour lequel il existe beaucoup de contres, donc il est conseillé de le faire quand l'adversaire a peu d'équilibre, en se protégeant bien, et sans oublier de se « retirer » encore plus vite qu'on est « entré ».
Pour une meilleure efficacité, il est conseillé de « cerner » les deux jambes de l'adversaire entre les pieds et d'y ajouter une cabeçada afin d'aider la poussée.

## Défense
- Armiloque
- Aú de peito
- Banda por dentro
- Colar de força
- Desencaixa o pé + Cabeçada sur les côtes
- Desencaixa o pé + Tesoura de joelho
- Rasteira de letra (risqué)
- Rasteira invertida
- Tesoura de costas
- Tesoura de costas invertida
- Tesoura do aú de peito